# Galli da Bibbiena

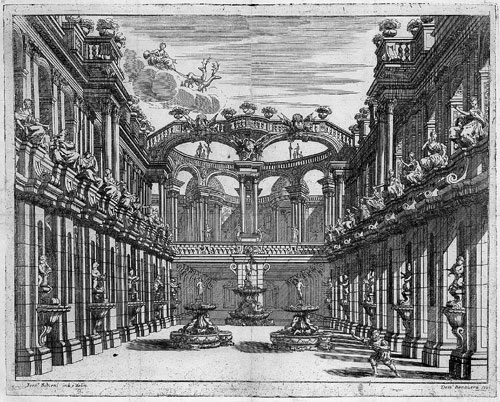
Una delle fantasiose scenografie in cui erano specializzati i membri della famiglia Bibiena

I Galli da Bibbiena o Bibiena sono stati una famiglia di artisti, originaria di Bibbiena in provincia di Arezzo, attiva in campo artistico per oltre 150 anni prima a livello locale e poi su scala europea.
I suoi componenti si occuparono di pittura, architettura e scenografia incarnando lo stereotipo della famiglia di artisti italiani richiesti presso le corti di mezza Europa; la casata degli Asburgo fu con loro la più generosa.

## Opere e attività
L'attività dei discendenti di Giovanni Maria va dal 1690 circa fino al 1787 presso corti italiane ed europee. Lo stile di famiglia è tendenzialmente quello tardo barocco e stupì i contemporanei grazie all'intricato splendore delle decorazioni ed alle proporzioni create nello spazio grazie ad un uso ben affinato della prospettiva.
Furono conosciuti soprattutto per i loro lavori in relazione al teatro, d'opera o di prosa, per la cui bellezza e splendore vennero ingaggiati anche per preparare cortei nuziali o anche funebri.
Della loro opera di scenografi oggi ci rimane ben poco poiché quel che crearono non erano costruito in materiali durevoli ed anche perché i loro lavori avevano funzioni esclusivamente temporanee. La ricchezza e lo splendore delle loro composizioni rimane comunque attestato dalla grande fama che vi diedero i contemporanei e da dipinti e disegni che sono stati conservati presso diverse collezioni a Vienna, Monaco e Dresda.

## Generazioni

### Prima generazione
Il capostipite della famiglia fu il pittore Giovanni Maria Galli da Bibbiena (1625-1665), proveniente dalla bottega di Francesco Albani ed autore di notevoli pale d'altare, specie nella zona di Bologna.

### Seconda generazione
I suoi figli Francesco Galli da Bibbiena (1659–1739) e Ferdinando Galli da Bibbiena (1657–1743) si diedero dapprima alla pittura e poi all'architettura, sia civile che teatrale, ed alla scenografia e scenotecnica. La figlia Maria Oriana Galli da Bibbiena (1656–1749) intraprese la carriera di pittrice.
Ferdinando fu colui che portò maggiore lustro alla famiglia, lavorando insieme a Giacomo Torelli alla ristrutturazione del Teatro della Fortuna di Fano e con il fratello presso la corte imperiale di Vienna.

### Terza generazione
Da parte di Ferdinando:
- Alessandro Galli da Bibbiena (1686–circa 1769): primogenito, pittore di affreschi ed architetto.
- Giuseppe Galli da Bibbiena (1696–1756): secondogenito, noto principalmente come scenografo. Disegnò scenografie per i teatri di corte di Vienna nella quale lavorò per la prima volta a fianco del padre, Monaco di Baviera, Dresda, Bayreuth e Praga.
- Antonio Galli da Bibbiena (1697–1774): terzogenito, architetto teatrale, e scenografo; realizzò il Teatro comunale di Bologna, il Teatro Scientifico di Mantova e il Teatro Fraschini di Pavia.

Da parte di Francesco:
- Giovanni Carlo Galli da Bibbiena (1717–1760): architetto.
- Francesco Maria Galli da Bibbiena (1720–1774): medico e anatomista.

### Quarta generazione
- Carlo Galli da Bibbiena (1728–1787), figlio di Giuseppe: pittore ed architetto, attivo in alcune corti europee.